# Musée d’Art moderne de Paris
A Musée d’Art moderne de Paris a 20. és 21. századi modern és kortárs művészetnek szentelt fő városi múzeum, beleértve Raoul Dufy, Gaston Suisse és Henri Matisse monumentális falfestményeit.
A Palais de Tokyo keleti szárnyában található és az 1937-es Nemzetközi Művészeti és Technológiai Kiállításra épült múzeumot 1961-ben avatták fel.
A múzeum 2019 októberében nyitotta meg újra kapuit, miután a h2o architects 10 millió eurós átalakítást végzett. 

## Kiadványok
- szerk.: Suzanne Pagé: La collection. Musée d’art moderne de la Ville de Paris. Paris: Paris Musées (2009). ISBN 978-2-87900-888-2
- szerk.: Suzanne Pagé: L’inventaire des collections du Musée d’art moderne de la Ville de Paris. Paris: Association Paris-Musées (2006). ISBN 2-87900-256-7
- szerk.: Suzanne Pagé és Juliette Laffon: ARC 1973–1983 – MAMARC Musée d’art moderne de la Ville de Paris. Paris: Amis du Musée d’art moderne de la Ville de Paris (1983). ISBN 2-904497-02-1